# Raign
Raign, pseudonimo di Rachel Rabin (1983), è una cantautrice e produttrice discografica britannica.
Il suo stile musicale si basa principalmente su un pop orchestrale cinematografico ed epico, ma nella sua discografia sono presenti anche brani legati a stilemi alternative/indie pop o persino electropop/EDM. Raign si distingue anche per la sua caratteristica voce grave e scura.

## Carriera musicale
All'inizio della sua carriera ha collaborato alla scrittura di diversi singoli per artisti come Rita Ora, Jesse McCartney e Tulisa. Nel 2014 partecipa come vocalist nel brano Fix Me di Swanky Tunes; uscito con la Dim Mak Records, il pezzo è rimasto due mesi al numero 1 della classifica airplay russa.
Nel maggio 2014 il suo primo brano da solista come RAIGN, dal titolo Don't Let Me Go ha debuttato nella puntata 110 di The Vampire Diaries. Poco dopo, la sua esibizione a X Factor UK ha portato la canzone al numero 11 nella classifica inglese indie e al numero 38 di quella alternative.
Alcuni singoli di Raign sono inclusi nella colonna sonora della serie TV The 100, e ha pubblicato il suo EP d'esordio Knocking on Heavens Door nel marzo 2015, la cui traccia principale ha raggiunto la posizione 116 della classifica statunitense US iTunes pop charts. Nello stesso anno, la presenza di Knocking on Heavens Door nella serie The 100 è stata premiata agli Entertainment Weekly TV Season Finale Awards. Sono seguiti altri tre EP (When It's All Over, nel 2016, e Born Again, nel 2018), un album full lenght (Sign, nel 2018, poi ripubblicato nel 2020 col titolo Sign from Above e nove nuove tracce) e un EP dal vivo (Live at The Village Studios, nel 2024), oltre a svariati singoli non inclusi altrove.
Vari brani di Raign sono stati utilizzati nelle colonne sonore di serie e programmi televisivi fra cui, oltre ai già citati The Vampire Diaries e The 100, Grey's Anatomy, The Shannara Chronicles, Pretty Little Liars, Paradise, The Blacklist e The Originals. 

## Discografia

### Album in studio
- 2018 – SIGN
- 2020 – SIGN from Above

### Extended Play
- 2015 – Knocking on Heavens Door
- 2016 – When It's All Over
- 2018 – Born Again
- 2024 – RAIGN (Live at The Village Studios, Los Angeles, 2024)

### Singoli
- 2013 – Raise the Dead
- 2014 – A Queen's Head
- 2014 – Don't Let Me Go
- 2014 – Wicked Games (Chris Isaak cover)
- 2015 – Empire of Our Own
- 2015 – Knocking on Heavens Door (Bob Dylan cover)
- 2016 – When It's All Over
- 2016 – Empire of Our Own (Mysto & Pizzi Remix)
- 2017 – Believe Me
- 2018 – Out of Time
- 2018 – Who Are You
- 2018 – Now I Can Fly
- 2019 – Walls
- 2020 – Causing Love
- 2020 – Christmas (Baby Please Come Home) (Darlene Love cover)
- 2022 – Spaceman (Babylon Zoo cover)
- 2023 – Here I Rise
- 2023 – Please (My God)
- 2023 – When It's All Over (Ralphie B & Frank Waanders present Collide1 Remix)
- 2023 – What Christmas Means to Me (Stevie Wonder cover)
- 2024 – Empire of Our Own (Orchestral Mix - Live at The Village Studios, Los Angeles, 2024)
- 2025 – Back to Life